# جامعة برشلونة
جامعة برشلونة (بالكتالونية: Universitat de Barcelona)‏ و(بالإسبانية: Universidad de Barcelona)‏ هي جامعة إسبانية حكومية مقرها مدينة برشلونة عاصمة إقليم كتالونيا الإسباني. هي عضو بكل من مجموعة كويمبرا ورابطة الجامعات البحثية الأوروبية واتحاد الجامعات الأوروبية واتحاد جامعات البحر المتوسط والشبكة الدولية للجامعات البحثية وشبكة بيبيس للجامعات الناطقة بالكتالانية.
أنشئت الجامعة في 3 نوفمبر 1450، وهي بذلك خامسة أقدم جامعات إسبانيا وواحدة من أقدم جامعات العالم.
تقدم الجامعة 75 برنامجًا للدراسات الجامعية و353 برنامجًا للدراسات العليا و96 برنامجًا للدكتوراه لما يزيد عن 63700 طالبًا. وفقًا لتصنيف كيو إس لجامعات العالم لسنة 2011 فإن جامعة برشلونة هي أفضل جامعة في إسبانيا؛ إذ تحتل المركز 148 عالميًا. وتحتل الجامعة المركز 89 في الفنون والإنسانيات، والمركز 175 في الهندسة وتكنولوجيا المعلومات، والمركز 74 في علوم الحياة والعلوم الطبية الحيوية، والمركز 87 في العلوم الطبيعية، والمركز 143 في العلوم الاجتماعية. أما تصنيف جريدة الموندو الإسبانية فيضع جامعة برشلونة في المركز الثامن على مستوى إسبانيا. وفي سنة 2010 كان ترتيب جامعة برشلونة وفقًا لـ «تصنيف الجامعات بحسب أدائها الأكاديمي» (URAP) هو الأول محليًا والثالث والثمانون عالميًا.

## كليات ومدارس الجامعة

### الكليات
- كلية الأحياء.
- كلية الكيمياء.
- كلية طب الأسنان.
- كلية الاقتصاد ودراسات الأعمال.
- كلية التربية.
- كلية الفنون الجميلة.
- كلية الجغرافيا والتاريخ.
- كلية علم الأرض.
- كلية القانون.
- كلية الرياضيات.
- كلية الطب.
- كلية علوم المكتبات والتوثيق.
- كلية الصيدلة.
- كلية فقه اللغة.
- كلية الفلسفة.
- كلية الفيزياء.
- كلية علم النفس.
- كلية تدريب المعلمين.
- كلية الإذاعة.

### المدارس
- مدرسة دراسات الأعمال.
- مدرسة التمريض.

### المدارس المرفقة
- مركز التعليم العالي للتغذية.
- مركز التعليم العالي للسينما والسمعبصريات.
- مركز التعليم العالي للوقاية من حوادث العمل.
- مركز التعليم العالي للعلاقات العامة.
- مدرسة إدارة الفنادق والسياحة.
- مدرسة التمريض - سانت خوان ديو.
- مدرسة التمريض - سانتا مادرونا.
- المعهد الكاتالوني الوطني للتعليم الفيزيائي.

## معرض صور

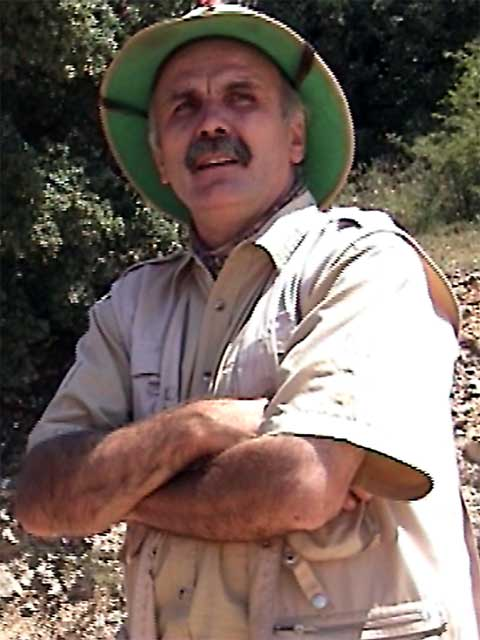
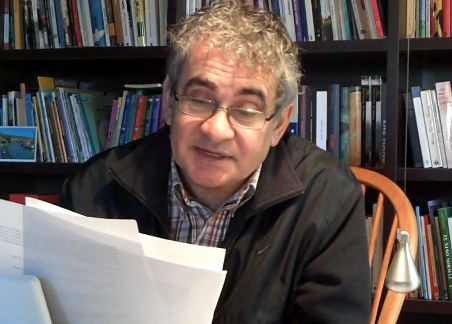
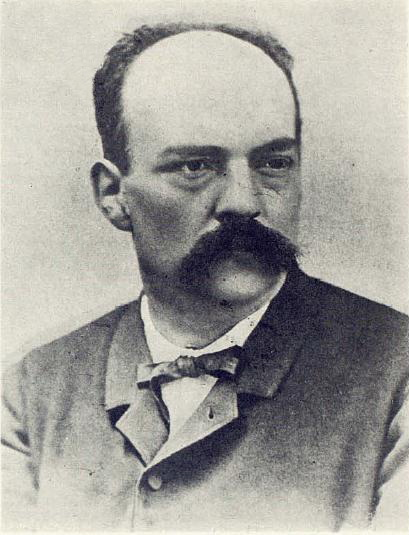